# Mekado
Mekado foi uma girl group alemã dos anos 90 que representou a Alemanha no Festival Eurovisão da Canção 1994 com a canção "Wir geben 'ne Party". O grupo era constituído por Melanie Bender, Kati Karney e Dorkas Kiefer. O nome do grupo originou-se das iniciais dos nomes das integrantes: Melanie, Kati e Dorkas.